# Vinterstormen i Nordamerika 2007 (december)

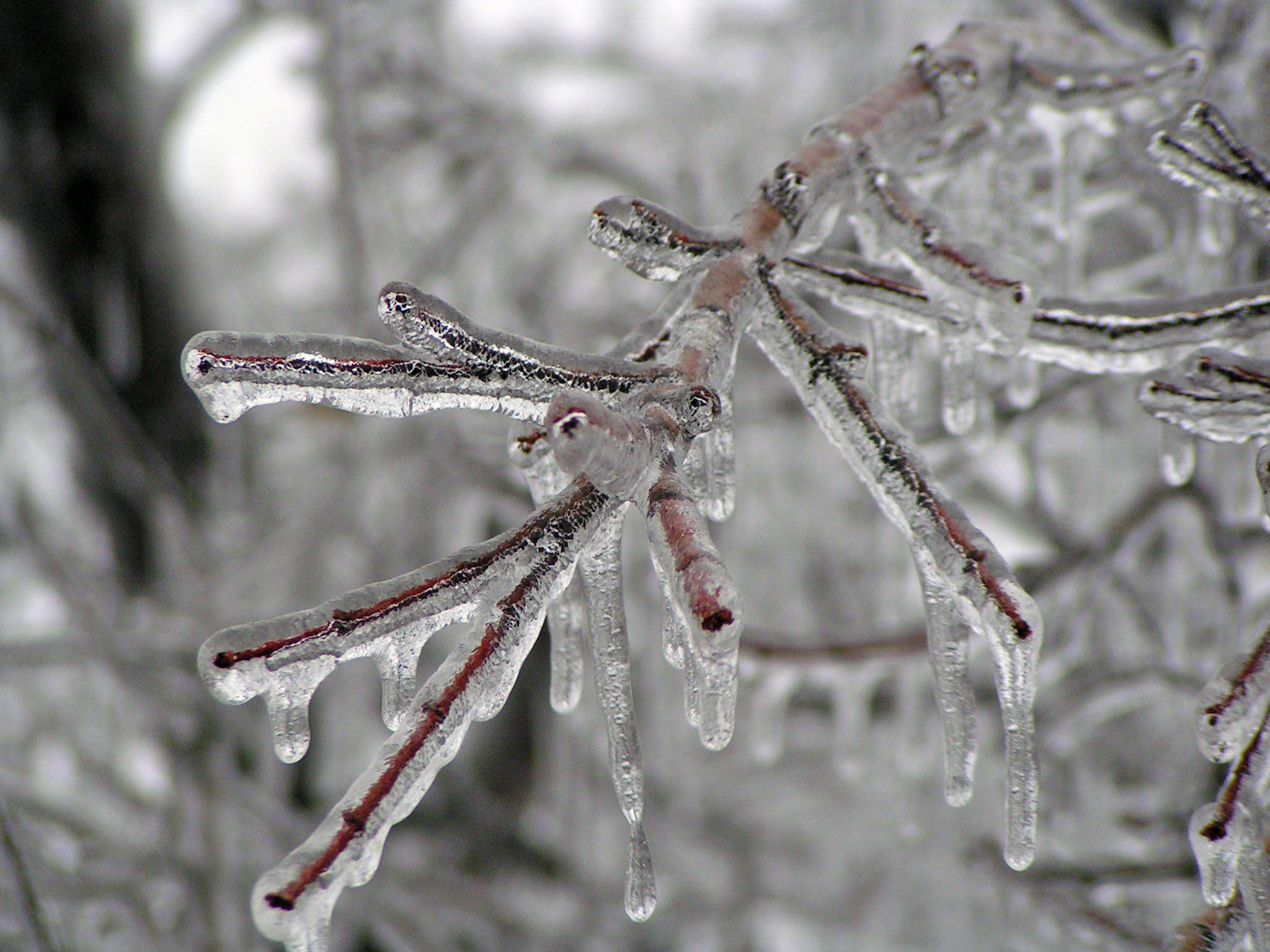
Is på träd i Kansas City

En serie vinterstormar drabbade centrala och östra Nordamerika under perioden 8−18 december 2007. Från Oklahoma till Newfoundland och Labrador slog frysande regn, åskväder, isstormar, snö, hårda vindar och snöstormar till på olika platser. Två isstormar i mellanvästra USA och Great Plains, under perioden 8−11 december 2007, orsakade elavbrott i uppskattningsvis 1,5 miljon bostäder från Oklahoma till Iowa. Stormen flyttade sig sedan mot nordost och orsakade snöfall i delstaten New York och i New England. 
Ett tredje oväder ledde till en vinterstorm från Kansas till de kanadensiska kustprovinserna och orsakade rekordsnöfall i Ontario, isstorm i bergskedjan Appalacherna och åskväder i sydöstra USA. Isstormarna ledde till 22 dödsfall.

### Fotnoter
1. ↑  The Associated Press (11 december 2007). ”Ice Storm Brings Misery, Death to Midwest”. ABC News (via AP). http://abcnews.go.com/US/wireStory?id=3983346. Läst 1 januari 2012.